# خودکشی در ایران

نگاره اسپهبد خورشید، واپسین اسپهبد از دودمان گاوباریان در طبرستان. وی پس از شکست در برابر حمله اعراب به ایران، در سن ۲۷ سالگی و در سال ۷۶۱ میلادی خودکشی کرد.

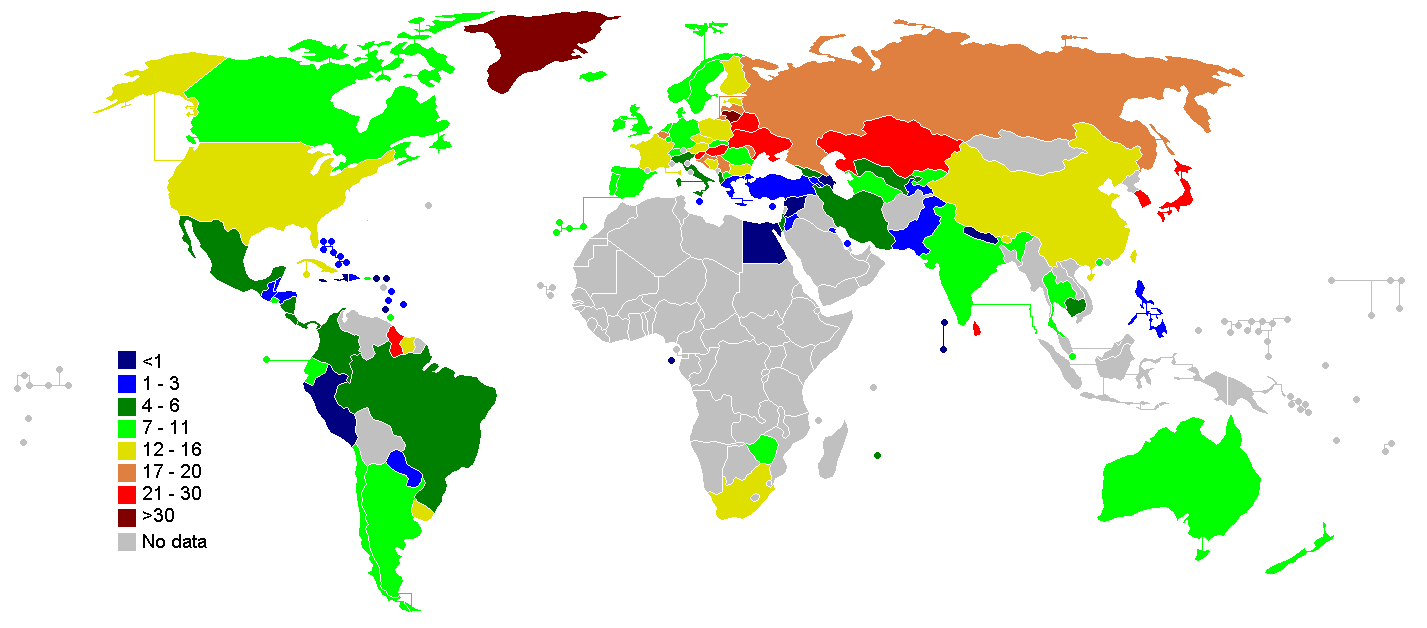
نرخ خودکشی ایران در هر ۱۰۰٬۰۰۰ تن در مقایسه با دیگر کشورها بر پایه داده‌های سازمان بهداشت جهانی در سال ۲۰۱۲

خودکشی در ایران، پدیده‌ای رو به رشد دانسته شده‌است. ایران در میان کشورهای اسلامی در جایگاه سوم از نظر رواج خودکشی قرار دارد. بر پایهٔ آمارها روزانه بیش از ۱۳ نفر در ایران خودکشی می‌کنند. بیشتر خودکشی‌ها در میان افراد ۱۵ تا ۳۵ ساله روی می‌دهد. طبق اعلام وزارت بهداشت، در سال ۱۳۹۷ خورشیدی، ۱۰۰ هزار نفر خودکشی کردند. به‌طور متوسط از هر ۱۰۰ هزار تن ایرانی، ۱۲۵ نفر اقدام به خودکشی می‌کنند که از این تعداد ۶ نفر جان خود را از دست می‌دهند. 
مشکلات اقتصادی، بیماری‌های روانی، جبر فرهنگی، مسائل سیاسی و فشارهای اجتماعی برخی از سبب‌های اصلی خودکشی در کشور ایران به‌شمار می‌آیند. تقریباً نیمی از افرادی که خودکشی می‌کنند متأهل هستند. میزان خودکشی در غرب کشور بیشتر بوده‌است.

## آمارها

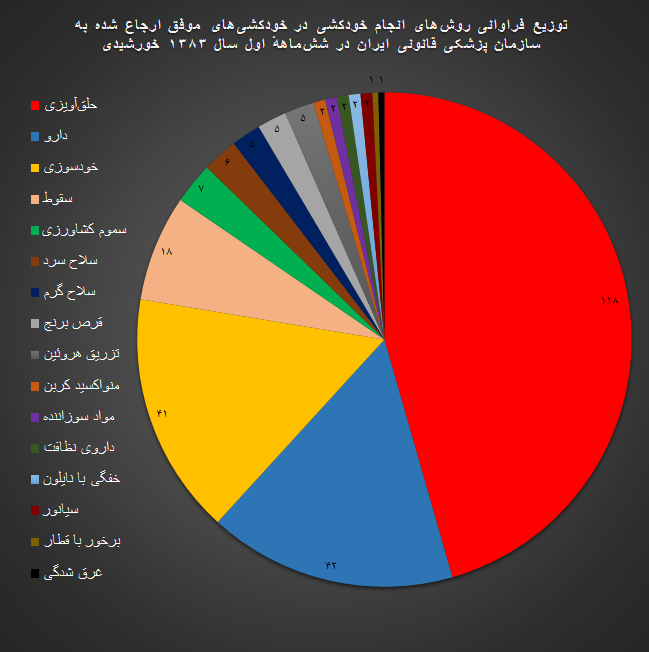
نمودار روش‌های خودکشی مرسوم در ایران در سال ۱۳۸۳

خودکشی در ایران پدیده‌ای رو به رشد دانسته شده‌است. ریاضی و نجفیان در پژوهش خود در سال ۱۳۹۴ خورشیدی، ایران را با نرخ خودکشی ۶ نفر در صد هزار نفر، در رتبهٔ ۵۸ جهانی جای داده‌اند. بر پایهٔ گزارش سازمان بهداشت جهانی در سال ۲۰۱۴ میلادی، نرخ خودکشی در ایران ۵٫۳ در میان ۱۰۰٬۰۰۰ نفر بوده‌است. این نرخ در میان زنان ۳٫۶ و در میان مردان ۷٫۰ است. بالاترین نرخ فصلی خودکشی، ۳۵٫۲٪ و مربوط به تابستان است که ۱۳٪ بالاتر از فصل‌های دیگر است. بر پایهٔ یک مطالعهٔ فراتحلیل، میزان اقدام به خودکشی و خودکشی موفق در میان زوج‌های ازدواج‌کرده در ایران بیشتر از سایر افراد است. آمار سازمان پزشکی قانونی ایران نشان می‌دهد که ۵۴ درصد خودکشی‌های منجر به مرگ در میان جوانان زیر ۳۰ سال روی داده‌است. همچنین میزان اقدام به خودکشی در مناطق شهری بیشتر از مناطق روستایی است.
در میان سال‌های ۱۳۷۵ تا ۱۳۷۸ خورشیدی در استان‌های غربی کشور، میزان خودکشی زنان بیشتر از مردان گزارش شده‌است. در سال ۱۳۸۰ خورشیدی حدود ۳۰۰۰ خودکشی کامل در ایران انجام شده‌است (یک درصد کل مرگ و میرها در کشور) که حدود ۶۵ درصد آن از سوی مردان و ۳۵ درصد از سوی زنان بوده‌است. در ایران حدوداً مردان دو برابر زنان خودکشی کامل دارند. بالاترین میزان خودکشی موفق در استان ایلام (با نرخ ۲۶ از ۱۰۰ هزار نفر) و استان کرمانشاه (با نرخ ۲۳ از ۱۰۰ هزار نفر) است. پس از این دو استان، با فاصلهٔ زیادی استان‌های لرستان، همدان، گلستان، چهارمحال و بختیاری، کهگیلویه و بویر احمد، آذربایجان غربی، کرمان، و کردستان جای دارند. تهران و سیستان و بلوچستان هم در آخرین رتبه‌ها قرار دارند.
در تیر ۱۴۰۰، معاون اجتماعی بهزیستی ایران گفت: «هنگامی که هفت میلیون بیکار داریم، آستانهٔ تحمل‌ها پایین می‌آید» و اعلام شد که «سالانه بیش از یک میلیون نفر در کشور اقدام به خودکشی می‌کنند». همچنین معاون اجتماعی سازمان بهزیستی، در گفت‌وگو با خبرآنلاین، آمار خودکشی در ایران را در سال‌های ۱۳۹۸ و ۱۳۹۹ بر پایهٔ گزارش‌های پزشکی قانونی ایران، ۴۱ هزار نفر اعلام کرد.

## سبب‌ها
| سبب‌هابازهٔ سنّی | مسائل عشقی | مسائل خانوادگی | مسائل اجتماعی | مسائل مالی |
| ------------- | ---------- | -------------- | ------------- | ---------- |
| ۱۰–۱۴         | ۶۷         | ۸۶             | ۴             | ۱          |
| ۱۵–۱۹         | ۶۳۲        | ۱٬۲۶۸          | ۱۳۴           | ۱۰۸        |
| ۲۰–۲۴         | ۶۶۹        | ۱٬۱۲۱          | ۲۷۲           | ۱۵۵        |
| ۲۵–۳۴         | ۳۷۷        | ۹۴۴            | ۱۳۹           | ۷۵         |
| ۳۵–۴۴         | ۲۶۹        | ۴۲۳            | ۱۱۶           | ۶۷         |
| ۴۵–۵۴         | ۳۶         | ۱۶۱            | ۴۴            | ۱۰         |
| ۵۵–۶۴         | ۲۴         | ۷۸             | ۱۱            | ۵          |
| ۶۵ به بالا    | ۹          | ۸۷             | ۲۶            | ۶          |
| نامشخص        | ۳۵         | ۶۱             | ۱۷            | ۱۵         |
| کل            | ۲٬۱۱۸      | ۴٬۲۲۹          | ۷۶۳           | ۴۴۳        |

بر پایهٔ پرسش‌نامه‌های تهیه‌شده از مراجعان بیمارستان لقمان تهران از سال ۱۹۷۰ تا ۱۹۷۲ میلادی، رایج‌ترین سببِ خودکشی، مسائل خانوادگی با رواج ۵۶ درصد بوده‌است (جدول ۱). در این پژوهش، مسائل خانوادگی، شامل اختلاف‌های زوج‌های ازدواج‌کرده، اختلاف‌های میان یا با خانواده‌هایشان، و همچنین روابط درون خانواده‌ها مانند روابط میان فرزندان و والدین بوده‌است. بیشترین رواج مسائل خانوادگی در بازهٔ سنی ۱۵ تا ۱۹ سال بوده‌است و پس از آن بازهٔ سنی ۲۰ تا ۲۴ سالگان بیشترین فراوانی را شامل بوده‌است. این دو بازهٔ سنی روی هم ۵۶ درصد کل افرادی که مسائل خانوادگی را به عنوان دلیلی برای خودکشی ذکر کرده‌ند، شامل بوده‌است. به‌طور کلی ۸۱ درصد کل افرادی که بخاطر مسائل خانوادگی دست به خودکشی زده بوده‌اند، افراد ۱۰ تا ۳۴ ساله بوده‌اند. مسائل خانوادگی همچنین رایج‌ترین سبب خودکشی در افراد ۱۰ تا ۱۴ ساله بوده‌است (با رواج ۳۳٪).
در پژوهش بیمارستان لقمان (جدول ۱)، مسائل عشقی با فراوانی ۲۸ درصد، دومین سبب خودکشی بوده و بیشترین فراوانی آن (۶۱٪) در افراد ۱۵ تا ۲۴ ساله روی داده‌است. در این پژوهش، مشکل خرید خانه، بیکاری، و شکست تحصیلی، زیر عنوان مسائل اجتماعی بررسی شده‌است که سومین سبب را به خود اختصاص داده و بیشترین شیوع آن در افراد ۲۰ تا ۲۴ ساله بوده‌است. در این پژوهش آخرین سبب خودکشی مسائل مالی با شیوع ۶٪ بوده‌است.
در یک پژوهش که بر روی ۲۶۰ خودکشی موفق ارجاع‌شده به سازمان پزشکی قانونی ایران در نیمهٔ نخست سال ۱۳۸۳ خورشیدی، با جمع‌آوری پرسش‌نامه از خانواده‌های افراد خودکشی‌کرده انجام شده‌است، شایع‌ترین سبب‌های خودکشی در میان مردان به‌ترتیب اختلال‌های روحی (۴۱٪) و مشکل‌های اقتصادی (۳۱٪)، و شایع‌ترین سبب‌ها در میان زنان به‌ترتیب اختلاف‌های خانوادگی (۵۴٪) و اختلال‌های روحی (۳۱٪) بوده‌است. شایع‌ترین اختلال روحی در میان هر دو جنس افسردگی بوده‌است و در ۲۷٪ موردها سابقهٔ بستری شدن‌های متعدد در بیمارستان وجود داشته‌است.

## مردم‌نگاری
| سال و جنسیتبازهٔ سنّی | ۱۹۷۰  | ۱۹۷۰  | ۱۹۷۰  | ۱۹۷۱  | ۱۹۷۱  | ۱۹۷۱  | ۱۹۷۲  | ۱۹۷۲  | ۱۹۷۲  | کل    |
| سال و جنسیتبازهٔ سنّی | مرد   | زن    | کل    | مرد   | زن    | کل    | مرد   | زن    | کل    | کل    |
| ------------------- | ----- | ----- | ----- | ----- | ----- | ----- | ----- | ----- | ----- | ----- |
| ۱۰–۱۴               | ۲۹    | ۷۶    | ۱۰۵   | ۳۰    | ۵۰    | ۸۰    | ۱۱    | ۶۱    | ۷۲    | ۲۵۷   |
| ۱۵–۱۹               | ۳۶۳   | ۸۲۴   | ۱٬۱۸۷ | ۲۴۳   | ۲۸۳   | ۵۲۶   | ۲۳۷   | ۴۶۲   | ۶۹۹   | ۲٬۴۱۲ |
| ۲۰–۲۴               | ۴۲۳   | ۵۱۲   | ۹۳۵   | ۲۲۳   | ۳۵۰   | ۵۷۳   | ۳۷۲   | ۴۱۶   | ۷۸۸   | ۲٬۲۹۶ |
| ۲۵–۳۴               | ۳۳۸   | ۴۶۲   | ۸۰۰   | ۲۶۰   | ۳۰۵   | ۵۶۵   | ۲۵۱   | ۴۲۳   | ۶۷۴   | ۲٬۰۳۹ |
| ۳۵–۴۴               | ۱۳۶   | ۲۳۲   | ۳۶۸   | ۱۲۰   | ۱۵۰   | ۲۷۰   | ۱۲۵   | ۳۷۱   | ۴۹۶   | ۱٬۱۳۴ |
| ۴۵–۵۴               | ۳۶    | ۵۵    | ۹۱    | ۵۶    | ۸۳    | ۱۳۹   | ۴۷    | ۳۵    | ۸۲    | ۳۱۲   |
| ۵۵–۶۴               | ۲۲    | ۳۱    | ۵۳    | ۳۴    | ۴۴    | ۷۸    | ۱۸    | ۷     | ۲۵    | ۱۵۶   |
| ۶۵ به بالا          | ۴۰    | ۲۲    | ۶۲    | ۲۰    | ۳۸    | ۵۸    | ۵     | ۳     | ۸     | ۱۲۸   |
| نامشخص              | ۴۸    | ۲۲    | ۷۰    | ۳۰    | ۴۵    | ۷۵    | ۲۳    | ۲۶    | ۴۹    | ۱۹۴   |
| کل                  | ۱٬۴۳۵ | ۲٬۲۳۶ | ۳٬۶۷۱ | ۱٬۰۱۶ | ۱٬۳۴۸ | ۲٬۳۶۴ | ۱٬۰۸۹ | ۱٬۸۰۴ | ۲٬۸۹۳ | ۸٬۹۲۸ |

### جنسیت
زنان از گروه‌های آسیب‌پذیر در معرض خودکشی در ایران هستند. در سال ۲۰۰۷ میلادی، ایران سومین کشور جهان بوده که در آن شمار خودکشی زنان در حال پیشی گرفتن از مردان بوده‌است.
بر پایهٔ یک پژوهش که در سال ۱۳۸۷ خورشیدی منتشر شده‌است، میزان خودکشی زنان ایرانی دو برابر مردان بوده‌است. این پژوهش همچنین مصرف بیش از حد دارو را شایع‌ترین روش خودکشی در میان ایرانیان یافته‌است. حلق‌آویز کردن و خودسوزی، به‌ترتیب رایج‌ترین روش‌های خودکشی در میان مردان و زنان بوده‌اند.

### سن

#### کودکان و نوجوانان
بر پایهٔ آمارهای ایران، میان سال‌های ۱۳۶۳ تا ۱۳۷۲ خورشیدی، هر سال حدود ۱۵۰۰ تا ۲۷۰۰ مورد مرگ مشکوک به خودکشی در کودکان و نوجوانان ثبت شده‌است. بیشترین شیوع سنی خودکشی میان ۱۳ تا ۱۷ سالگی بوده‌است و از نظر شیوع جنسی، میزان خودکشی میان پسرها چهار برابر دخترها بوده‌است. شمار کل موارد خودکشی میان سال‌های ۱۳۷۳ تا ۱۳۸۰ خورشیدی حدود ۴۲۵۰ مورد بوده‌است که نسبت به آمار پیشین افزایش داشته‌است. جلیلی با کنار گذاشتن موارد استثنایی، کل موارد خودکشی کودکان و نوجوانان میان سال‌های ۱۳۷۲ تا ۱۳۸۰ خورشیدی را حدود ۳۲۲۵ مورد به‌دست آورده‌است. در این بازهٔ زمانی، شیوع جنسی خودکشی ۳٫۷ پسر به ۱ دختر بوده‌است. رایج‌ترین شیوه‌ها به‌ترتیب مسمومیت، حلق‌آویزی، پریدن از ارتفاع، و به ندرت اسلحهٔ گرم بوده‌است. رایج‌ترین راه‌ها به تفکیک جنسیت، سلاح گرم، دارآویختگی و خفه کردن در پسران، و استفاده از سم و دارو در میان دخترها بوده‌است. شایع‌ترین روش‌های خودکشی در سال‌های پیش از نوجوانی، پریدن از ارتفاع، مسمومیت، دارآویختگی، چاقو زدن، و پریدن وسط جاده بوده‌است.
در مهر ماه ۱۳۹۴ خورشیدی، فاطمه دانشور رئیس کمیته اجتماعی شورای شهر تهران اعلام کرد که طی سال‌های ۱۳۸۱ تا ۱۳۸۳ خورشیدی ۱۱۱ کودک در تهران خودکشی کرده‌اند. این آمار از بیمارستان لقمان تهران و مربوط به خودکشی به روش مسمومیت بوده‌است و کودکان خودکشی‌کرده ۸ تا ۱۳ سال سن داشته‌اند. مجید محمدی، جامعه‌شناس، پنج دلیل را برای خودکشی کودکان و نوجوانان ایرانی نام برده‌است که عبارتند از: ۱) تعارض هویت جنسی که موجب خودکشی دگرباشان جنسی می‌شود. ۲) افسردگی معالجه نشده و رها شده. ۳) فشار گروه همسالان و قلدری در مدرسه. ۴) تقلید از تلویزیون و اعدام‌های خیابانی. ۵) ازدواج‌های اجباری در برخی از استان‌های ایران.
یافته‌های پژوهشی که با تهیهٔ پرسش‌نامه از ۳۲۳ (۱۵۹ پسر و ۱۶۴ دختر) دانش‌آموز ۱۴ تا ۱۷ سالهٔ شهر اصفهان انجام و در سال ۱۳۸۰ خورشیدی منتشر شده‌است، نشان می‌دهد که رواج افسردگی بالینی در میان نوجوانان حدود ۴۳٫۴٪ و رواج افکار خودکشی در میان آن‌ها ۳۲٫۷٪ بوده‌است. در این پژوهش مشخص شده‌است که ۵۵٫۵٪ دختران و ۳۰٫۸٪ پسران به افسردگی متوسط یا بالاتر مبتلا بوده‌اند. این پژوهش همچنین نشان داده‌است که بیش‌ترین رواج افکار خودکشی (۵۸٫۳٪) در میان نوجوانانی وجود داشته که رفتار والدینشان را سختگیرانه (کم‌عاطفه و پرکنترل) توصیف کرده‌اند، و کم‌ترین رواج افکار خودکشی (۱۱٫۶٪) در میان نوجوانانی وجود داشته‌است که رفتار والدینشان را دموکراتیک (پرعاطفه و کم‌کنترل) ارزیابی کرده‌اند. رواج افکار خودکشی در میان دختران بیشتر از پسران بوده‌است (۳۷٫۷٪ در مقابلِ ۲۷٫۵٪).

#### جوانان
بر پایهٔ آمارِ میزان خودکشی در سال ۱۳۹۲ خورشیدی که به روزترین آمار تا شهریور ۱۳۹۴ خورشیدی بوده‌است، ۵۴ درصد کل خودکشی‌ها مربوط به جوانان زیر ۳۰ سال بوده‌است.
یک پژوهش که بر روی خودکشی دانشجویان در سال‌های ۱۳۸۲ تا ۱۳۸۷ خورشیدی انجام شده نشان داده‌است که حلق‌آویزی بیشترین و بریدن رگ‌های دست کم‌ترین فراوانی را در میان شیوه‌های خودکشی افراد مورد مطالعه داشته‌است. بر پایهٔ این پژوهش، دانشجویان مرد ۲۲ ساله مجرد مشغول به تحصیل در رشتهٔ علوم انسانی در دانشگاه آزاد اسلامی، بیشتر از دیگران اقدام به خودکشی کرده‌اند. این پژوهش همچنین نشان داده‌است که بیشتر خودکشی‌ها در ایام امتحانات و در تعطیلات میان دو ترم تحصیلی روی داده‌است.

## شیوه‌ها و آمار

### آمار
| سال  | حلق‌آویزی | شلیک گلوله | بریدن رگ | آتش زدن | پرش از ارتفاع | سم | شوک الکتریکی | نوشیدن بنزین | کل  |
| ---- | -------- | ---------- | -------- | ------- | ------------- | -- | ------------ | ------------ | --- |
| ۱۹۷۴ | ۱۲       | ۸          | ۱        | –       | ۱             | –  | –            | ۱            | ۲۳  |
| ۱۹۷۳ | ۱۸       | ۳          | ۲        | ۵       | –             | –  | –            | –            | ۲۸  |
| ۱۹۷۲ | ۲۰       | ۸          | ۶        | ۱       | –             | ۱  | –            | –            | ۳۶  |
| ۱۹۷۱ | ۲۲       | ۸          | ۲        | ۳       | –             | ۳  | –            | –            | ۳۸  |
| ۱۹۷۰ | ۱۶       | ۱۴         | –        | ۲       | –             | –  | –            | –            | ۳۲  |
| ۱۹۶۹ | ۱۷       | ۱۳         | ۵        | ۲       | –             | ۳  | –            | –            | ۴۰  |
| ۱۹۶۸ | ۱۲       | ۱۰         | ۵        | –       | ۳             | –  | ۱            | –            | ۳۱  |
| ۱۹۶۷ | ۲۰       | ۹          | ۶        | ۴       | ۱             | –  | ۲            | –            | ۴۲  |
| ۱۹۶۶ | ۲۱       | ۱۲         | ۲        | ۲       | ۳             | ۱  | –            | –            | ۴۱  |
| ۱۹۶۵ | ۱۹       | ۸          | ۹        | –       | ۱             | ۱  | –            | –            | ۳۸  |
| ۱۹۶۴ | ۱۳       | ۱۵         | ۱        | –       | ۱             | –  | –            | –            | ۳۰  |
| کل   | ۱۹۰      | ۱۰۸        | ۳۹       | ۱۹      | ۱۰            | ۹  | ۳            | ۱            | ۳۷۹ |

### مسمومیت

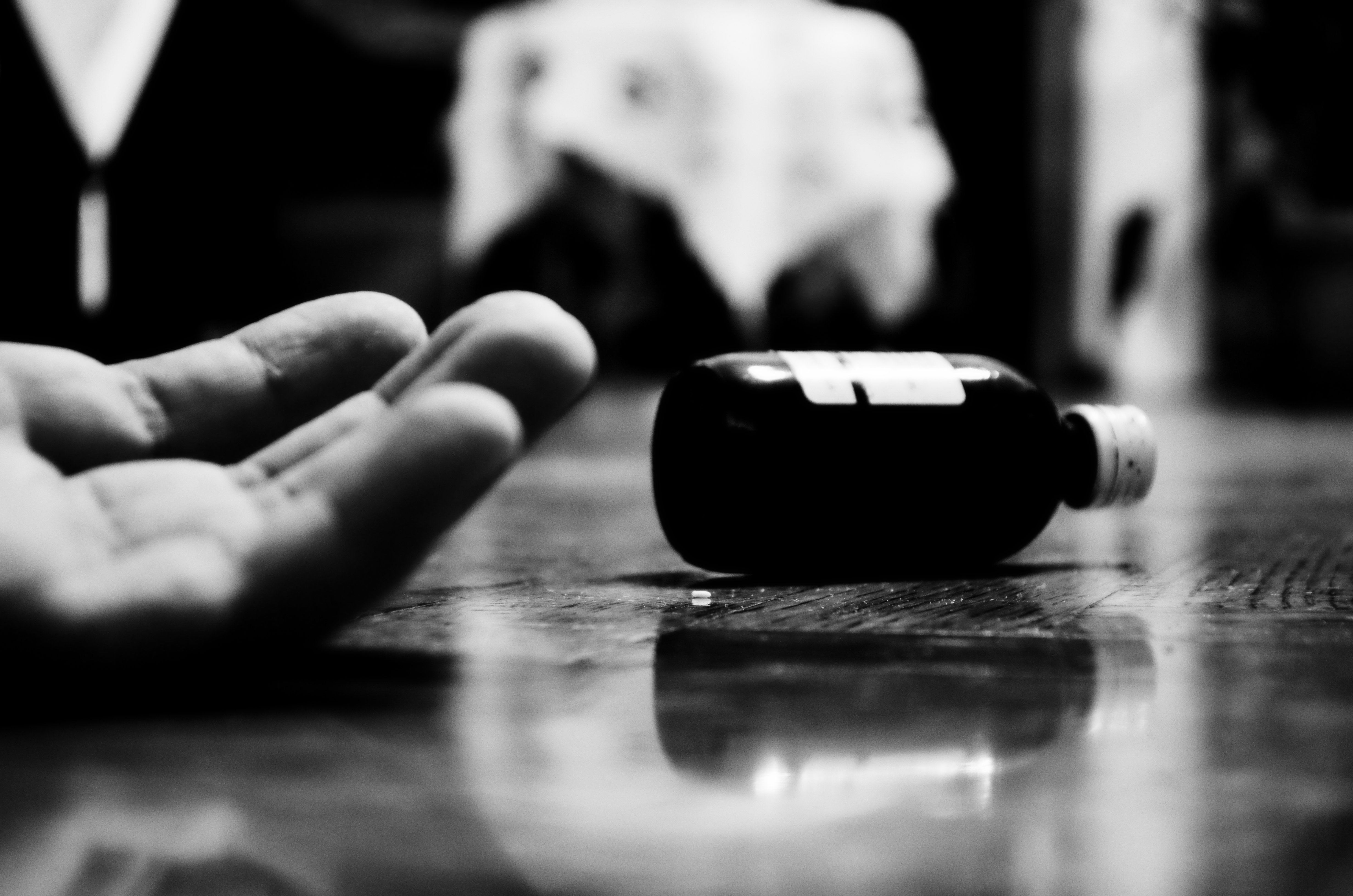
خودکشی با دارو شایع‌ترین روش خودکشی در ایران است (نگاره تزئینی است).

پژوهش‌ها در سال ۱۳۸۵ خورشیدی که ۳٬۴۷۷ نفر را پوشش داده، نشان می‌دهد که بیش‌ترین روش بکار برده شده برای خودکشی مسمومیت دارویی با متوسط ۵۵٫۸٪ بوده‌است. مطالعهٔ فراتحلیل بیدل و همکاران که بر روی پژوهش‌های انجام‌شده تا فروردین ۱۳۹۱ خورشیدی صورت گرفته، نشان می‌دهد که در میان روش‌های مسمومیت‌زای خودکشی، شیوع مسمومیت با دارو ۷۵٪ و شیوع مسمومیت با سموم (شامل سموم کشاورزی و آفت‌کش‌های خانگی) ۱۳٪ بوده‌است. بر پایهٔ این مطالعه، استان‌های گلستان (۹۰٪)، مرکزی (۸۹٪)، خراسان رضوی (۸۸٪)، و هرمزگان (۸۸٪) به‌ترتیب بیشترین شیوع خودکشی با دارو، و استان‌های ایلام (۲۵٪)، بوشهر (۲۱٪)، و آذربایجان شرقی (۲۰٪) به‌ترتیب بیش‌ترین شیوع خودکشی با سموم را دارا بوده‌اند. بیدل و همکاران، بالا بودن میزان خودکشی با سم در استان ایلام را به دلیل در دسترس بودنِ سم‌های دفع آفت‌های نباتی در آن استان دانسته‌اند.

### خودسوزی
بر پایهٔ گزارش سازمان پزشکی قانونی ایران در سال ۱۳۸۰ خورشیدی از افراد درگذشته بر اثر خودکشی، خودسوزی که یکی از دردناک‌ترین راه‌ها است مهم‌ترین روش خودکشی در میان زنان بوده‌است (۶۹٫۲۹٪). همین گزارش بالاترین درصد خودکشی مردان با روش خودسوزی را ۴۷٪ در استان یزد و بالاترین درصد خودکشی زنان با این روش را ۹۴٫۴٪ در استان بوشهر اعلام کرده‌است. نظرزاده و همکاران با مطالعهٔ فراتحلیل ۱۹ پژوهشِ انجام‌شده در دو دههٔ قبل از خرداد ۱۳۹۱ خورشیدی که شامل ۲۲٬۴۹۸ مورد اقدام به خودکشی می‌شده‌است (با کنار گذاشتن پژوهش‌هایی که تنها خودکشی‌های منجر به مرگ را بررسی کرده بوده‌اند)، نتیجه گرفته‌اند که به‌طور کلی در میان روش‌های فیزیکی خودکشی در ایران، خودسوزی با شیوع ۱۳٪ رایج‌ترین روش است. مطالعهٔ آن‌ها نشان داده‌است که بیش‌ترین شیوع خودسوزی به ترتیب در استان‌های کهگیلویه و بویراحمد (۴۸٪)، ایلام (۲۸٪)، و خراسان جنوبی (۱۰٪) بوده‌است. به‌گفتهٔ نظرزاده و همکاران، اگرچه خودکشی به‌وسیلهٔ خودسوزی در ایران از کشورهایی مانند هند (۴۰٪)، سریلانکا (۲۴٪)، و مصر (۱۷٪) کم‌تر است؛ ولی شیوع خودسوزی در ایران از کشورهای آفریقایی چون زیمبابوه (۱۱٪) و آفریقای جنوبی و همچنین کشورهای اروپایی چون آلمان بیش‌تر است. پژوهش نظرزاده و همکاران نشان می‌دهد که بدون در نظر گرفتنِ مسمومیت، به‌طور کلی زنان و مردان ایرانی از روش‌های خشنی برای خودکشی استفاده می‌کنند. در این پژوهش مشخص شد که روش‌های خشنی چون خودسوزی، حلق‌آویزی و سلاح گرم دارای شیوع بالایی در استان‌های غربی و جنوب شرقی کشور هستند.

### حلق‌آویزی
| روش            | تعداد | درصد |
| -------------- | ----- | ---- |
| حلق‌آویزی       | ۱۱۸   | ۴۵٫۴ |
| دارو           | ۴۲    | ۱۶٫۲ |
| خودسوزی        | ۴۱    | ۱۵٫۸ |
| سقوط           | ۱۸    | ۶٫۹  |
| سموم کشاورزی   | ۷     | ۲٫۷  |
| سلاح سرد       | ۶     | ۲٫۳  |
| سلاح گرم       | ۵     | ۱٫۹  |
| قرص برنج       | ۵     | ۱٫۹  |
| تزریق هروئین   | ۵     | ۱٫۹  |
| منواکسید کربن  | ۲     | ۰٫۸  |
| مواد سوزاننده  | ۲     | ۰٫۸  |
| داروی نظافت    | ۲     | ۰٫۸  |
| خفگی با نایلون | ۲     | ۰٫۸  |
| سیانور         | ۲     | ۰٫۸  |
| برخورد با قطار | ۱     | ۰٫۴  |
| غرق شدگی       | ۱     | ۰٫۴  |
| کل             | ۲۶۰   | ۱۰۰  |

بر پایهٔ گزارش سازمان پزشکی قانونی ایران در سال ۱۳۸۰ خورشیدی از افراد درگذشته بر اثر خودکشی، حلق‌آویزی مهم‌ترین روش خودکشی در میان مردان بوده‌است (با شیوع ۵۶٫۵٪). داده‌های پزشکی قانونی مربوط به خودکشی‌ها منجر به مرگ در تهران از سال ۱۹۶۴ تا سال ۱۹۷۴ میلادی نشان می‌دهد که ۵۰٫۱٪ کل خودکشی‌ها (۳۷۹ مورد) با روش حلق‌آویزی انجام شده بوده‌است (جدول ۳). بر پایهٔ مطالعهٔ فراتحلیل نظرزاده و همکاران بر روی پژوهش‌های انجام‌شده در دو دههٔ پیش از خرداد ۱۳۹۱ خورشیدی (با کنار گذاشتن پژوهش‌هایی که منحصراً به خودکشی‌های منجر به مرگ پرداخته‌اند)، با ۲۲٬۴۶۸ مورد اقدام به خودکشی، شیوع روش خودکشی با حلق‌آویزی، ۲٪ بوده‌است. بر پایهٔ مشاهدهٔ نظرزاده و همکاران، بیش‌ترین شیوع حلق‌آویزی (۱۷٪) مربوط به پژوهشی در استان کرمانشاه در سال ۱۳۸۵ خورشیدی و کم‌ترین شیوع آن (۱٪) مربوط به پژوهشی در استان گلستان در ۱۳۸۲ خورشیدی بوده‌است. به‌گفتهٔ نظرزاده و همکاران، رواج خودکشی در ایران به شیوهٔ حلق‌آویزی، از کشورهای غربی و آسیایی کم‌تر است.
جدول شمارهٔ ۴، توزیع فراوانی روش‌های انجام خودکشی در خودکشی‌های موفق ارجاع شده به سازمان پزشکی قانونی ایران در شش‌ماههٔ اول سال ۱۳۸۳ خورشیدی را نشان می‌دهد که بر پایهٔ آن، شایع‌ترین روش خودکشی در میان هر دو جنس زن و مرد حلق‌آویزی بوده‌است (در میان ۱۸۰ مرد و ۸۰ زن). شایع‌ترین روش‌های خودکشی برای مردان، حلق‌آویزی (۵۷٪) و مصرف سم (۱۷٪)، و شایع‌ترین روش‌ها برای زنان، مصرف سم و خودسوزی بوده‌است (هر دو به تقریب به یک نسبت).

### سلاح گرم

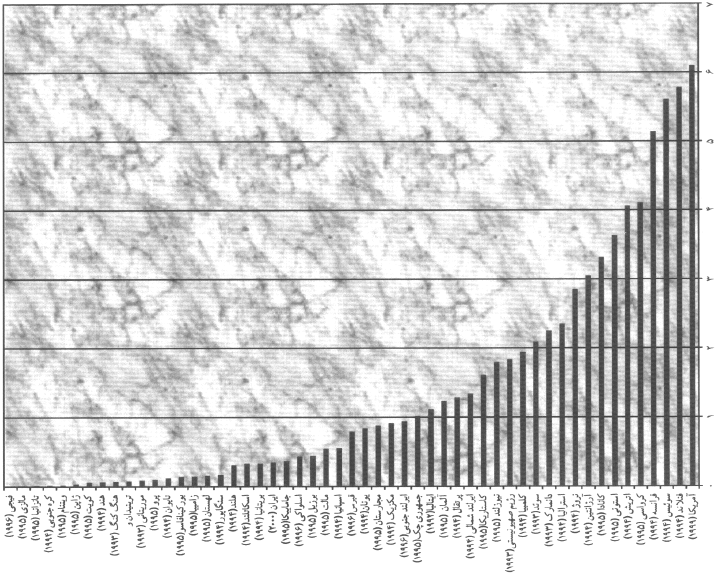
نمودار رواج خودکشی با سلاح گرم در ایران و سایر کشورهایی که داده‌هایشان در دسترس بوده‌است (تعداد در هر صد هزار نفر)

داده‌های پزشکی قانونی از خودکشی‌های موفق در تهران از سال ۱۹۶۴ تا ۱۹۷۴ میلادی نشان می‌دهد که ۲۵٫۵٪ کل خودکشی‌ها در آن بازهٔ زمانی با سلاح گرم انجام شده‌است که دومین فراوانی را پس از حلق‌آویزی نشان می‌دهد (جدول ۳). به‌گفتهٔ خادمی و همکاران، به دلیل وجود محدودیت در استفاده از سلاح گرم در ایران، میزان خودکشی‌ها با این روش نسبت به مسمومیت، خودسوزی، و حلق‌آویزی کم‌تر است. بر پایهٔ داده‌های سازمان پزشکی قانونی ایران، در سال ۱۳۸۱ خورشیدی، هشت درصدِ خودکشی‌های منجر به مرگ با سلاح گرم انجام شده (۲۶۹ نفر)، و نرخ خودکشی با سلاح گرم ۰٫۴۲ به ازای هر صد هزار نفر بوده‌است. در همان سال، ۹۱٫۴٪ خودکشی‌ها با این روش در میان مردان و ۸٫۶٪ در میان زنان روی داده‌است. همچنین ۶۲٪ خودکشی‌ها با سلاح گرم در مکان‌های نظامی و نگهبانی بوده‌است. به‌گفتهٔ خادمی و همکاران، موضوع خودکشی با اسلحه در میان سربازان وظیفه یک معضل است و نیازمند توجه بیشتری است.
بر پایهٔ آمار سال ۱۳۸۱ خورشیدی، استان‌های کرمانشاه، ایلام، و لرستان (به ترتیب با ۱٫۷۱، ۱٫۶۷، و ۱٫۶۳ خودکشی در میان صد هزار نفر)، بیشترین میزان خودکشی با سلاح گرم و استان‌های قم، زنجان، و مازندران (به ترتیب با ۰، ۰، و ۰٫۰۷ خودکشی در میان صد هزار نفر)، کم‌ترین میزان خودکشی را با این روش داشته‌اند. خادمی و همکاران، بالا بودن نرخ خودکشی با سلاح گرم در استان‌های غربی و شرقی ایران را به دلیل قاچاق اسلحه و دسترسی راحت‌تر مردم به سلاح گرم در آن مناطق دانسته‌اند.

## مکان‌ها

### متروی تهران
در ایران نیز همچون دیگر نقاط جهان، خودکشی با پریدن روی ریل قطار یا مترو صورت می‌گیرد. به گفته مسوولان به‌طور متوسط هر ماه یک خودکشی موفق در مترو تهران اتفاق می‌افتد.
به‌طور مثال در ۲۴ اردیبهشت سال ۱۳۹۴ یک مرد ۳۵ ساله پس از اقدام به خودکشی در ایستگاه منیریه مصدوم و تحویل عوامل اورژانس تهران داده شد. در ۲۶ دی ماه همان سال نیز یک خانم جوان در ایستگاه دروازه دولت اقدام به خودکشی کرد. به این صورت که هنگام ورود قطار از خط چهار مترو به ایستگاه، نامبرده بدون دخالت عامل خارجی، خود را بر روی ریل قطار پرتاب کرد و بر اثر برخورد با قطار جان خود را از دست داد.
برای جلوگیری از خودکشی در متروهای ایران پیشنهاد شده‌است تا محافظ‌های شیشه ای در ایستگاه‌ها به نحوی قرار گیرند تا امکان این عمل به صفر نزدیک شود. در بسیاری از کشورهای پیشرفته جهان (از جمله کره جنوبی) برای پیشگیری از سقوط افراد یا اشیاء بر روی ریل‌های قطارهای شهری (مترو) که علاوه بر خسارات جانی، معمولاً خسارت‌های مالی فراوانی نیز در پی دارد، راهکار بسیار ساده ای در نظر گرفته شده‌است. در این روش در حد فاصل بین محل توقف قطار بر روی ریل‌ها و سکوی انتظار مسافران، یک سری در شیشه ای نصب شده‌است که این درب‌ها تنها زمانی باز می‌شوند که قطار به‌طور کامل پشت در توقف کرده باشد. بنابر این دیگر امکان سقوط یا پرتاب بر روی ریل وجود ندارد. هر چند در نگاه اول اجرای این طرح نیازمند هزینه خیلی زیادی است، اما حداقل می‌توان ابتدا با اجرای آن در ایستگاه‌های مهم‌تر و شلوغ تر متروی شهرهای ایران شروع کرد و به تدریج با اختصاص بودجه لازم در تمام ایستگاه‌های مترو این کار را ادامه داد.

### برج میلاد
پرش از ارتفاع نیز یکی از شیوه‌های مرسوم خودکش‌ها است و اثبات شده که ناهمگنی فضای شهری در بعضی افراد تمایل به خودکشی ایجاد می‌کند. پیش از انقلاب ۱۳۵۷ مکان‌هایی همچون ساختمان پلاسکو و ساختمان آلومینیوم در تهران از جمله مکان‌های مرتفع مورد علاقه خودکش‌ها بوده‌اند و حتی مشاهیری همچون نصرت رحمانی قصد خودکشی از فراز این ساختمان‌ها را داشته‌اند. پس از انقلاب برج میلاد به سبب ارتفاع بیش‌تر مورد توجه افرادی که قصد خودکشی دارند، قرار گرفت. تاکنون ۳ مورد خودکشی موفق از فراز این برج در اخبار اعلام شده‌است.

## ابعاد

### قانونی
خودکشی در قانون مجازات اسلامی جرم‌انگاری نشده‌است. با این وجود کسی نمی‌تواند از دیگری تقاضای قتل خود را بکند. تهدید به انجام خودکشی هم در قوانین جزایی جرم نیست. مگر آن‌که توسط زندانی و در زندان انجام شود که در آن صورت تخلف انضباطی از آیین‌نامهٔ زندان تلقی شده و با آن برخورد قضایی خواهد شد.
بر پایهٔ مادهٔ ۸۳۶ قانون مدنی ایران، هرگاه کسی به قصد خودکشی، اقدامی انجام دهد و پس از آن وصیتی را تنظیم نماید، در صورتی که بمیرد، وصیت او باطل خواهد بود و چنانچه زنده بماند وصیتش نافذ خواهد بود.
بر پایهٔ نظریهٔ مجرمیت استعاره‌ای، از آن‌جایی که خودکشی قانوناً جرم و قابل مجازات نیست، معاونت در خودکشی هم جرم تلقی نشده و بدون کیفر است. معاونت در خودکشی زمانی جرم دانسته می‌شود که به حد «سببیت» برسد (مثلاً فرد از ناآگاهی کسی سوء استفاده کند و موجب مرگ او به دست خودش شود)، در این حالت معاونت در خودکشی، قتل عمد دانسته می‌شود. معاونت در خودکشی همچنین در بند دوم مادهٔ ۱۵ قانون جرایم رایانه‌ای، مصوب ۲۵ خرداد ۱۳۸۸ خورشیدی، جرم دانسته شده‌است. این ماده به ترغیب، تحریک، دعوت، تسهیل شیوهٔ ارتکاب، و آموزش خودکشی از طریق سامانه‌های رایانه‌ای و مخابراتی اشاره دارد و برای این اعمال، محکومیت ۹۱ روزه تا یک ساله، یا جزای نقدی ۵ میلیون ریالی تا ۲۰ میلیون ریالی، یا هر دو را معین کرده‌است.

### هنری
صادق هدایت، نویسندهٔ معاصر ایرانی در برخی کارهای خود مانند «زنده‌به‌گور»، پروین دختر ساسان، و «تاریک‌خانه» به موضوع خودکشی پرداخته‌است. در داستان کوتاه «زنده‌به‌گور» راوی داستان دوست دارد از انسان‌ها دور باشد. او زندگی را بیهوده یافته، هیچ امیدی به ادامهٔ آن نداشته و به روش‌های گوناگون به دنبال خودکشی است. برای او، مرگ وسیلهٔ رسیدن به آرامش است. در نمایش‌نامهٔ پروین دختر ساسان پروین عاشق پرویز است که به جنگ اعراب رفته‌است تا از رسیدن آن‌ها به ری جلوگیری کند. سرانجام پرویز کشته می‌شود و پروین که مورد توجه یک سردار عرب قرار گرفته‌است، از ناامیدی به زندگی خود پایان می‌دهد. در داستان کوتاه «تاریک‌خانه»، راوی با شخص مرموزی همسفر می‌شود که نمی‌خواهد با انسان‌های دیگر ارتباطی داشته و در لذت‌های آن‌ها شریک باشد. او در عوض قصد دارد به درون زهدان مادر بازگردد. در پایان داستان، راوی جسد مردِ منزوی را در اتاق بیضی شکل خود که مانند رحم مادر، عنابی است می‌یابد در حالی که مانند جنینی پاهایش را به درون شکم خود جمع کرده‌است.
فیلم طعم گیلاس به کارگردانی عباس کیارستمی محصول ۱۳۷۶ خورشیدی، دربارهٔ مردی به نام بدیعی است که قصد خودکشی با دارو را دارد و به دنبال فردی می‌گردد که پس از مرگش بر روی او که در قبری دراز خواهد کشید، خاک بریزد. این فیلم در سال ۱۹۹۷ میلادی برندهٔ نخل طلای جشنوارهٔ کن شد.

## مقایسه
یک پژوهش که در سال ۲۰۰۵ میلادی با تهیهٔ پرسشنامه‌هایی از ۱۵۶ دانش‌آموز ایرانی با میانگین سنی ۱۶٫۵، و ۱۶۷ دانش‌آموز سوئدی با میانگین سنی ۱۷ انجام شده‌است نشان داده‌است که دانش‌آموزان سوئدی در مقایسه با دانش‌آموزان ایرانی، نگرش آزادی‌خواهانه‌تری نسبت به خودکشی داشته‌اند. به‌عنوان نمونه آن‌ها معتقد بوده‌اند که خودکشی مانند یک حق برای فرد است. در عوض دانش‌آموزان ایرانی معتقد بوده‌اند که انسان مجاز به کشتن خود نبوده، و افرادی که اقدام به خودکشی می‌کنند باید تنبیه شوند. در مقایسه با نوجوانان ایرانی، نوجوانان سوئدی برای دوستی که خودکشی ناموفق داشته‌است پذیرش بیشتری داشته‌اند. همچنین نسبت نوجوانان ایرانی که معتقد به زندگی پس از مرگ و نیز معتقد به تنبیه پس از مرگ بوده‌اند از نسبت نوجوانان سوئدی که چنین دیدگاه‌هایی داشته‌اند بیشتر بوده‌است.
نتیجهٔ پژوهش ریاضی و نجفیان‌پور بر روی ۶۰ زن ایرانی و تاجیکی (۳۰ زن از استان ایلام و ۳۰ زن از توابع شهر دوشنبه) که خودکشی ناموفق داشته‌اند نشان داده‌است که عوامل اجتماعی مؤثر بر خودکشی آن‌ها عبارتند از: احساس فقر نسبی، القای فرهنگی، تعصبات نامعقول و ناموس پرستی (عوامل بیرونی)، نبودِ ارتباط مناسب میان نسل‌ها، خشونت خانوادگی، نبودِ حریم خصوصی در محل زندگی، روابط سرد خانوادگی، ازدواج اجباری، تجربهٔ عشقی ناموفق و چندهمسری (عوامل درونی). از تفاوت‌های یافت‌شده در میان دو کشور می‌توان به خشونت خانگی اشاره کرد که در تاجیکستان به دلیل آن‌که مردان از خانه دور هستند به وسیلهٔ مادرشوهر تشدید می‌شود. مورد دیگر هم چندهمسری است که در ایران بیشتر به‌صورت پنهانی و با صیغه انجام می‌شود اما در تاجیکستان با وجود منع قانونی، مردان اقدام به ازدواج مجدد می‌کنند و گاهی همسرانشان زندگی مشترک دارند.افراد شناخته شده

صادق هدایت

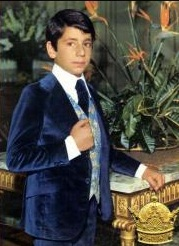
علی‌رضا پهلوی

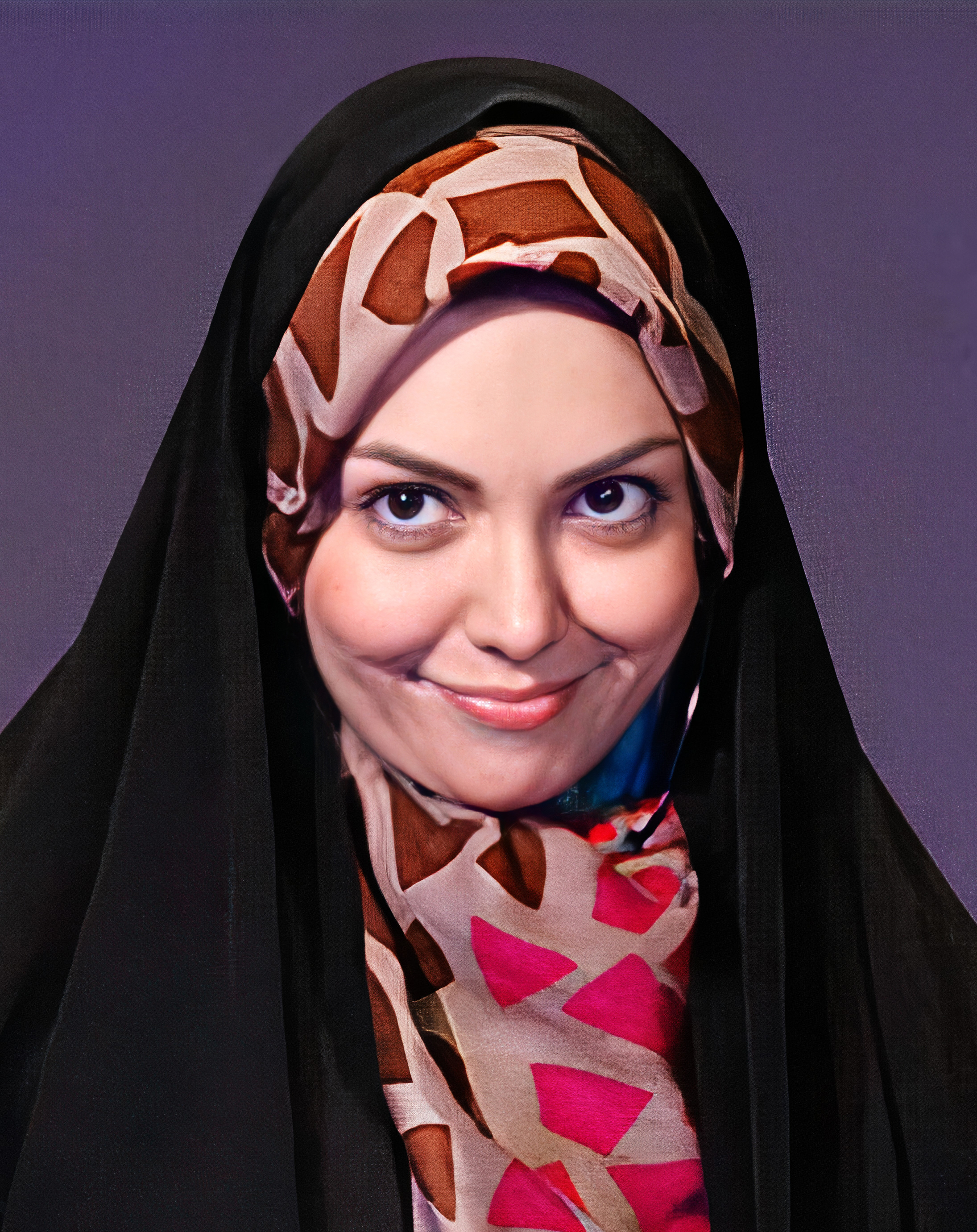
آزاده نامداری

| نام             | تولد و مرگ | سبب‌ها و توضیحات |
| --------------- | ---------- | --- |
| اسپهبد خورشید   | ۱۱۳—۱۴۰    | واپسین اسپهبد سلسله گاوبارگان در طبرستان. وی پس از آنکه متوجه شد عباسیان طبرستان را تسخیر کرده‌اند و خانواده‌اش اسیر شده‌اند، در دیلمان با خوردن سم به زندگی خود پایان داد. |
| بابک قربانی     | ۱۳۶۷—۱۳۹۳  | کشتی‌گیر. وی که به سبب قتل در زندان به سر می‌برد، با خوردن قرص خودکشی کرد.                                                                                                 |
| رضا کمال        | ۱۲۷۷—۱۳۱۶  | نمایش‌نامه‌نویس و مترجم. او پس از خودکشی سه دوست نزدیکش دست به خودکشی زد؛ که این اتفاق یک خودکشی توافقی دانسته می‌شود.                                                      |
| سیامک پورزند    | ۱۳۱۰—۱۳۹۰  | روزنامه‌نگار. خود را از بالکن آپارتمانش در طبقهٔ ششم به زمین پرتاب کرد. |
| صادق هدایت      | ۱۲۸۱—۱۳۳۰  | نویسنده، رمان‌نویس، مترجم، و روشن‌فکر. در آپارتمانش در پاریس با گاز خودکشی کرد.                                                                                            |
| عباس نعلبندیان  | ۱۳۲۶—۱۳۶۸  | نمایشنامه‌نویس. پس از تحمل حبس و بیکاری پس از آن، با خوردن قرص خودکشی کرد.                                                                                                |
| علی‌اکبر داور    | ۱۲۶۴–۱۳۱۵  | بنیان‌گذار نظام قضایی نوین ایران. او به‌وسیلهٔ تریاک خودکشی کرد. |
| علیرضا پهلوی    | ۱۳۴۵—۱۳۸۹  | جوان‌ترین پسر محمدرضا شاه پهلوی. پس از مدت‌ها دست‌وپنجه نرم کردن با افسردگی، در خانه‌اش واقع در شهر بوستون با شلیک گلوله به زندگی خود پایان داد.                             |
| غزاله علیزاده   | ۱۳۲۵—۱۳۷۵  | رمان‌نویس و نویسندهٔ داستان‌های کوتاه. او که از سرطان رنج می‌برد، خود را از درختی حلق‌آویز کرد.                                                                               |
| لیلا پهلوی      | ۱۳۴۹—۱۳۸۰  | کوچک‌ترین فرزند محمدرضا پهلوی و فرح دیبا. با مصرف بیش از حد قرص خواب به زندگی خود پایان داد.                                                                              |
| محمدولی تنکابنی | ۱۲۲۵—۱۳۰۵  | سیاستمدار و سه دوره نخست‌وزیر ایران. وی با اسلحهٔ کمری خود خودکشی کرد. |
| منصور خاکسار    | ۱۳۱۸—۱۳۸۸  | شاعر، نویسنده، و کنش‌گر سیاسی. او در ارواین، کالیفرنیا به زندگی خود پایان داد.                                                                                            |
| ناصر یگانه      | ۱۳۰۲—۱۳۷۷  | حقوقدان و سیاستمدار. در ایالات متحده آمریکا خودکشی کرد. |
| هادی پاکزاد     | ۱۳۶۱—۱۳۹۵  | آهنگ‌ساز، ترانه‌سرا و خوانندهٔ سبک راک آلترناتیو. در ۳۴ سالگی خودکشی کرد.                                                                                                   |
| هما دارابی      | ۱۳۱۸—۱۳۷۲  | روان‌پزشک و استاد دانشگاه. او با برداشتن حجاب از سر، در میدان تجریش خودسوزی کرد.                                                                                          |
| غلامرضا تختی    | ۱۳۰۹–۱۳۴۶  | کشتی‌گیر برنده مدال طلای المپیک. جسد وی در اتاق هتلش در تهران یافت شد. دولت ایران به‌طور رسمی علت مرگ وی را خودکشی عنوان کرد.                                              |
| آزاده نامداری   | ۱۳۶۳–۱۴۰۰  | مجری و تهیه‌کننده تلویزیونی که جسدش ۲۴ ساعت پس از خودکشی با مصرف بیش از حد دارو در آپارتمانش واقع در سعدآباد تهران یافت شد.                                               |
| زهره فکور صبور  | ۱۳۵۷–۱۴۰۰  | بازیگر که با مصرف بیش از حد قرص خواب و آرام بخش به زندگی خود پایان داد.                                                                                                  |
| کیومرث پوراحمد  | ۱۳۲۸–۱۴۰۲  | کارگردان که با حلق آویز کردن خود به زندگی اش پایان داد. |